# Stinoptila poggearia
Stinoptila poggearia är en fjärilsart som beskrevs av Lederer 1855. Stinoptila poggearia ingår i släktet Stinoptila och familjen mätare. Inga underarter finns listade i Catalogue of Life.